# Constel·lació del Triangle Austral
El Triangle Austral (Triangulum Australe) és una petita constel·lació de l'hemisferi sud. El seu nom en llatí ve de "el triangle del sud", que es distingeix del Triangulum en el cel de l'hemisferi sud i forma un patró equilàter de les seves estrelles més brillants. Va ser representat per primer cop en un globus celeste com a Triangulus Antarcticus per Petrus Plancius en el 1589, i més tard amb més presició i ja amb el nom actual gràcies a Johann Bayer en el seu catàleg Uranometria de 1603. L'explorador i astrònom francès Nicolas Louis de Lacaille va traçar i va afegir les estrelles més brillants en la designació Bayer en el 1756.

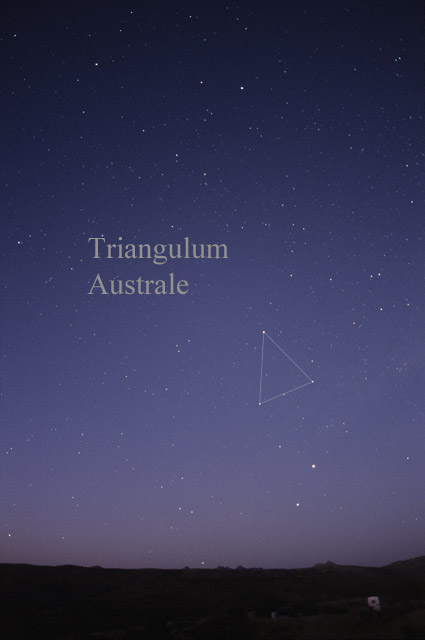

Alpha Trianguli Australis, conegut com a Atria, és una geganta taronja de segona magnitud i l'estrella més brillant de la constel·lació. Completant el triangle, hi ha dues estrelles de seqüència principal blanques anomenades Beta i Gamma Trianguli Australis. Tot i que la constel·lació es troba en la Via Làctia i conté moltes estrelles, els objectes de l'espai profund no són destacats. Els elements més importants serien el cúmul obert NGC 6025 i la nebulosa planetària NGC 5979.

## Història
El navegant italià Amerigo Vespucci va explorar el Nou Món a principis del segle xvi. Va aprendre a reconèixer les estrelles de l'hemisferi sud i va realitzar un catàleg pel seu rei Manuel I de Portugal, ara perdut. A part del catàleg, Vespucci va escriure descripcions de les estrelles del sud, incloent un triangle que pot ser el Triangulum Australe o Apus. Aquestes informacions van ser enviades al seu patró a Florència, Lorenzo di Pierfrancesco de' Medici, i va ser publicat com a Mundus Novus en el 1504. La primera representació de la constel·lació va ser proporcionada el 1589 per l'astrònom i clergue flamenc Petrus Plancius en un globus celest de 32½-cm de diàmetre publicat a Amsterdam pel cartògraf danès Jacob Floris van Langren, on va ser anomenat Triangulus Antarcticus i retratat incorrectament al sud d'Argo Navis. El seu estudiant Petrus Keyzer, juntament amb l'explorador danès Frederick de Houtman, va encunyar el nom de Den Zuyden Trianghel. El Triangulum Australe va ser representat de forma més precisa en l'atles celestial Uranometria de Johann Bayer en el 1603, on va rebre el nom que porta actualment.
Nicolas Louis de Lacaille va retratar les constel·lacions de Norma, Compàs i Triangulum Australe amb un escaire i regle, un compàs, i un nivell inspector respectivament en un grup d'instruments de dibuixants en el seu mapa de les estrelles del sud de 1756. També es va representar com a nivell inspector, l'alemany Johann Bode va posar un nom alternatiu a Libella en la seva Uranographia.
El poeta i escriptor alemany Philippus Caesius va veure les tres estrelles principals com la representació dels Tres Patriarques, Abraham, Isaac i Jacob (amb Atria com Abraham). La gent Wardaman del Territori del Nord d'Austràlia va percebre les estrelles del Triangulum Australe com la cua de la Serp de l'Arc de Sant Martí, que s'estén prop de la Creu del Sud fins a Escorpió. Generalment a l'octubre, la Serp de l'Arc de Sant Martí "dona una empenta de llum" per portar les pluges de la temporada humida de novembre.

## Característiques
El Triangulum Australe és una petita constel·lació vorejada per Norma al nord, Circinus a l'oest, Apus al sud i Ara a l'est. Es troba prop dels Punters (Alpha i Beta Centauri), amb només Circinus entremig. La constel·lació està situada dins de la Via Làctia i, per tant, conté moltes estrelles. És fàcilment identificable trobar triangles més o menys equilàters. El Triangulum Australe es troba molt lluny al sud de l'hemsferi sud celeste per ser visible des d'Europa, encara que és circumpolar de la majoria de l'hemisferi sud. L'abreviació de tres lletres de la constel·lació, adoptada per la Unió Astronòmica Internacional en 1922, és "TrA". Els límits oficials de la constel·lació, gràcies a Eugène Delporte en 1930, són definits per un polígon de 18 segments. En el sistema equatorial de coordenades, les coordenades d'ascensió recta d'aquests límits es troben entre 14h 56.4m  i 17h 13.5m , mentre que les coordenades de declinació són entre −60,26° i −70,51°. El Triangulum Australe culmina cada any a les 9 del matí del 23 d'agost.

## Objectes destacats

### Estrelles brillants
Definant la constel·lació, Lacaille va proporcionar dotze estrelles de la designació Bayer en Alpha a Lambda, amb dos estrelles properes anomenades Eta (una ara coneguda pel seu nombre del catàleg Henry Draper), mentre que Lambda va ser posteriorment retirat a causa del seu enfosquiment. Les tres estrelles més brillants, Alpha, Beta i Gamma, formen el triangle. Es poden identificar fàcilment pel seu to ataronjat, Alpha Trianguli Australis és una estrella gegant brillant de tipus espectral K2 IIb-IIIa amb una magnitud aparent de +1,91, que es troba a 424 anys llum (130 pàrsecs) més enllà i té una magnitud absoluta de −3,68 ai és 5500 vegades més lluminosa que el nostre Sol. Amb un diàmetre 130 vegades del nostre Sol, podria arribar gairebé a l'òrbita de Venus si se situés al centre del nostre sistema solar. El nom propi Atria és una contracció de la seva designació Bayer. Beta Trianguli Australis és una estrella doble, la primària és una estrella de seqüència principal de tipus F amb una classificació estel·lar de F1V, i una magnitud aparent de 2,85. Situada només a 40 anys llum (12 pàrsecs) més enllà, té una magnitud absoluta de 2,38. La seva companya, gairebé 3 minuts d'arc més enllà, és una estrella de 13a magnitud que pot estar o no en òrbita al voltant de Beta. El membre que falta del triangle és Gamma Trianguli Australis amb una magnitud aparent de 2,87. És una estrella de seqüència principal de tipus A de classe espectral A1 V, que es troba a 180 anys llum (55 pàrsecs).
Ubicada a l'exterior del triangle prop de Beta, Delta Trianguli Australis és la quarta estrella més brillant a una magnitud aparent de +3,8. És una gegant groga de tipus espectral G2Ib-II i es troba a 606 anys llum (182 pàrsecs). És una estrella binària, té una estrella companya de 12a magnitud separada a 30 segons d'arc de la primària. A mig camí entre Beta i Gamma, Epsilon Trianguli Australis és una altra doble estrella. La component primària, Epsilon Trianguli Australis A, és una subgegant de tipus K taronja de tipus espectral K1,5III amb una magnitud aparent de +4,11. La companya, Epsilon Trianguli Australis B (o HD 138510), és una estrella de seqüència principal blanca de tipus espectral A9IV/V que té una magnitud aparent de +9,32, Zeta Trianguli Australis apareix com una estrella de magnitud aparent +4,91 i classe espectral F9V, però és actualment una binària espectroscòpica amb una companya propera, probablement una nana vermella. L'òrbita de les dues són cada 13 dies. El moviment propi d'una jove estrella indica que és membre de l'associació estel·lar de l'Ossa Major. Iota Trianguli Australis mostra que forma un sistema estel·lar múltiple format per una estrella groga i una blanca quan són observades a través d'un telescopi de 7,5 cm. L'estrella més brillant té un tipus espectral de F4IV i és una binària espectroscòpica que els seus components són dos estrelles groga-blanques que s'orbiten cada 39,88 dies. La primària és una estrella variable Gamma Doradus, polsant en un període de 1,45 dies. L'estrella més feble no està associada amb el sistema, per tant el sistema és una doble òptica. HD 147018 és una estrella semblant al Sol de magnitud aparent 8,3 i tipus espectral G9V, es va descobrir que té dos exoplanetes, HD 147018 b i HD 147018 c, en el 2009.
Amb magnitud aparent 5,11, la gegant groga brillant Kappa Trianguli Australis de tipus espectral G5IIa es troba a uns 1207 anys llum (370 pàrsecs) del nostre sistema solar. Eta Trianguli Australis (o Eta1 Trianguli Australis) és una estrella Be de tipus espectral B7IVe que es troba a 661 anys llum (203 parsecs) de la Terra, amb una magnitud aparent de 5,89. Lacaille va anomenar una estrella propera com a Eta, que de manera incoherent va ser seguit per Francis Baily, que va utilitzar el nom de l'estrella més brillant o ambdues en dos publicacions diferents. Malgrat el seu defalliment, Benjamin Gould va confirmar la seva designació Bayer quan estaven més properes que 25 graus al pol sud celeste. La segona Eta és ara designada com a HD 150550. És una estrella variable d'una magnitud mitjana de 6,53 i un tipus espectral A1III.

### Estrelles variables
El Triangle Austral conté diverses variables cefeides, totes són massa febles per a ser observades a ull nu: R Trianguli Australis varia d'una magnitud aparent de 6,4 a 6,9 sobre un període de 3,389 dies, S Trianguli Australis varia de magnitud 6,1 a 6,8 en 6,323 dies, i la brillantor de U Trianguli Australis canvia de 7,5 a 8,3 en 2,568 dies. Les tres estrelles són gegants grogablanques de tipus espectral F7Ib/II, F8II, i F8Ib/II respectivament. RT Trianguli Australis és una variable cefeida inusual que mostra fortes bandes d'absorció en fragments moleculars C₂, ⫶CH i ⋅CN, i ha sigut classificat com una cefeida de carboni de tipus espectral R. Varia entre magnituds de 9,2 i 9,97 en 1,95 dies. Situada prop de Gamma, X Trianguli Australis és una estrella de carboni variable amb una magnitud mitjana de 5,63. Té dos períodes d'uns 385 i 455 dies, i és de tipus espectral C5, 5(Nb).
EK Trianguli Australis, una nova nana del tipus SU Ursae Majoris, es va observar per primer cop el 1978 i oficialment descrit en 1980. Consisteix en una nana blanca i una estrella donant que s'orbiten cada 1,5 hores. La nana blanca succiona matèria de l'altra estrella en el disc d'acreció i esclata periòdicament, arribant a una magnitud d'11,2 en els superesclats, 12,1 en esclats normals i en magnitud 16,7 quan està en calma. Nova Trianguli Australis 2008 és una a nova lenta que va arribar a la magnitud de 8,4 a l'abril de 2008, abans de la decoloració a magnitud 12,4 el setembre del mateix any.

### Objectes del cel profund

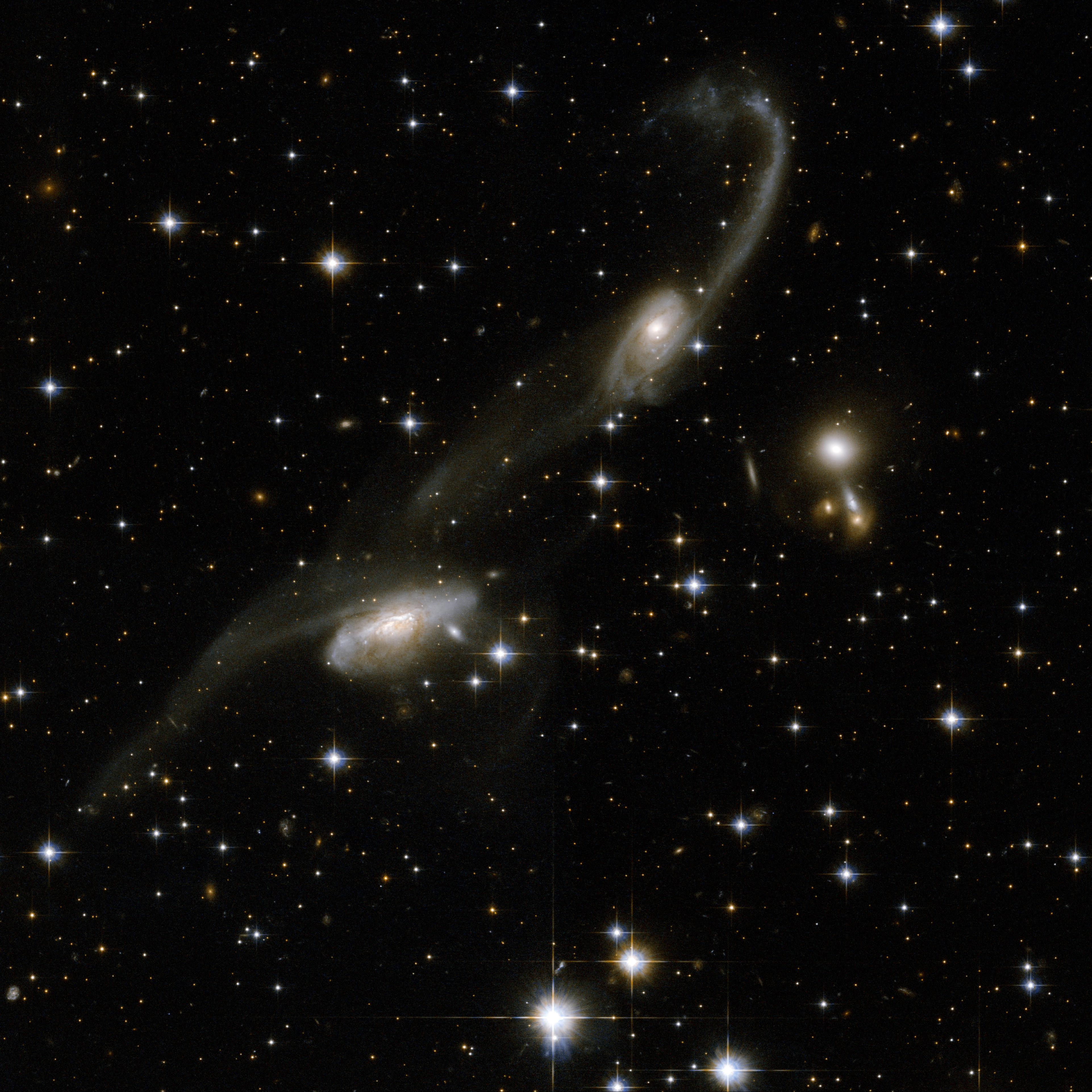
ESO 69-6, dues galàxies en fusió amb llargues cues destacades, fotografiat pel Telescopi Espacial Hubble

El Triangle Austral conté diversos objectes de l'espai profund—un cúmul obert i diverses nebuloses planetàries i galàxies febles. NGC 6025 és un cúmul obert amb unes 30 estrelles que varien de 7a a 9a magnitud. Ubicat a 3 graus nord i 1 est de Beta Trianguli Australis, es troba a 2.500 anys llum (770 parsecs) i forma 11 anys llum (3,4 parsecs) en diàmetre. L'estrella més brillant és MQ Trianguli Australis, a una magnitud aparent de 7,1. NGC 5979, una nebulosa planetària de magnitud aparent de 12,3, té una cua blavaverda en majors augments, mentre que Henize 2-138 és una nebulosa planetària més petita de magnitud 11,0. NGC 5938 és una galàxia d'espiral remota al voltant de 300 milions anys llum (90 megapàrsecs). Està situada a 5 graus sud d'Epsilon Trianguli Australis. ESO 69-6 és un parell de galàxies en fusió situades a 600 milions anys llum (185 megapàrsecs). Els seus continguts han sigut arrossegats al llarg de les cues a causa de la interacció.

## Estrelles principals

### Atria (α Trianguli Australis)
Atria (α Trianguli Australis) és l'estrella més brillant de la constel·lació del Triangle Austral amb una magnitud aparent d'1,91 (43a estrella més brillant del cel). Distant devers 400 anys llum. És una gegant vermella-taronja 2.000 vegades més brillant que el Sol, 9 vegades més massiva i que s'estén sobre una ua.

### Altres estrelles
β Trianguli Australis, de magnitud aparent 2,83, és una gegant relativament pròxim, distant 40 anys llum. γ Trianguli Australis, la darrera punta del triangle, és una estrella blanca de la seqüència principal de magnitud 2,87.
R Trianguli Australis és una variable cefeida, que oscil·la entre les magnituds 6,0 i 6,8 amb un període de 3,4 dies.

### Taula de les estrelles de Triangulum Australe
| Estrella      | Magnitud aparent | Magnitud absoluta | Distància (anys llum) | Tipus espectral |
| ------------- | ---------------- | ----------------- | --------------------- | --------------- |
| Atria (α TrA) | 1,91             | -3,62             | 416                   | K2IIb-IIIa      |
| β TrA         | 2,83             | 2,38              | 40                    | F2III           |
| γ TrA         | 2,87             | -0,87             | 183                   | A1V             |
| δ TrA         | 3,86             | -2,54             | 621                   | G5II            |
| ε TrA         | 4,11             | 0,00              | 216                   | K0III           |
| ζ TrA         | 4,90             | 4,49              | 39                    | F9V             |
| LP TrA        | 5,10             | -1,32             | 626                   | Ap              |
| κ TrA         | 5,11             | -4,70             | 2993                  | G6VII           |
| HR 6125       | 5,19             | -1,37             | 670                   | K0II/IIICN.     |
| ι TrA         | 5,28             | 2,25              | 132                   | F4IV            |
| θ TrA         | 5,50             | 0,49              | 328                   | G8/K0III        |

Nota: Els valors numèrics provenen de les dades mesurades pel satèl·lit Hipparcos  Arxivat 2016-03-03 a Wayback Machine.